# Bird Island (ö i Grenada)
Bird Island är en ö i Grenada. Den ligger i den nordöstra delen av landet, 27 km nordost om huvudstaden Saint George's.